# 南予水道企業団
南予水道企業団（なんよすいどうきぎょうだん）は、愛媛県西南部の3市1町（宇和島市･八幡浜市･西予市･伊方町）で構成する水道用水供給事業を行う一部事務組合。地方公営企業法の適用団体である。

## 概要
愛媛県南西部において水道用水供給事業を共同経営することを目指し設立された。
野村ダムの利水を活用して1日最大42,300m3の用水を確保し、1日最大39,310m3の水道用水を構成団体に供給している。用水供給事業を行うに当たり1973年から幹線導水路（農林水産省の国営南予用水土地改良事業と共同事業）や浄水場などの設置が行われ、1992年に整備が完了した。
住民への給水は各構成団体が手がけており、企業団では直接住民への給水は行っていない。

## 構成団体
- 宇和島市
- 八幡浜市
- 西予市
- 西宇和郡伊方町

## 沿革
- 1971年 - 「南予用水事業期成同盟会」発足。
- 1973年 - 2市7町で「南予水道企業団」を設立。
- 1979年 - 三間町が加入。
- 1992年 - 南予水道用水供給事業が完成。
- 2004年4月1日 - 構成団体の三瓶町・明浜町が宇和町・野村町・城川町と合併し西予市となる。
- 2005年3月28日 - 構成団体の八幡浜市・保内町が合併して八幡浜市となる。
- 2005年4月1日 - 構成団体の伊方町・瀬戸町・三崎町が合併して伊方町となる。
- 2005年8月1日 - 構成団体の宇和島市・吉田町・三間町が津島町と合併して宇和島市となる。
- 2019年10月 - 宇和島市が津島水道企業団を統合すると発表[3]。

## 主な事業所・施設
- 事務所 - 愛媛県宇和島市柿原字童子甲1929番34
- 浄水場
  - 吉田浄水場 - 宇和島市吉田町立間字ツカノクチ1番耕地1734番3
  - 明浜浄水場 - 西予市明浜町俵津5番耕地407番
  - 三瓶浄水場 - 西予市三瓶町津布理字谷556番6
  - 八幡浜浄水場 - 八幡浜市大平1番耕地105番地
  - 伊方浄水場 - 西宇和郡伊方町川永田字赤が峰甲1288番2
  - 瀬戸浄水場 - 西宇和郡伊方町塩成字峯1816番1
  - 三崎浄水場 - 西宇和郡伊方町三崎3493番地
  - 宇和島浄水場[4] - 宇和島市柿原字堂子甲1943番地
- 宇和島中央管理所[5] - 宇和島市柿原字童子甲1929番34